# 차보 게레로
차보 게레로(Chavo Guerrero)는 본명은 살바도리 게레로 III(Salvador Guerrero III, 1970년 10월 20일 ~ )는 1994년 프로레슬링 입문한 미국의 現 TNA, 前 WCW, WWE의 프로레슬링선수다. 에디 게레로의 조카고 샤울 게레로의 사촌오빠이다. 2012년 상반기부터 2014년 1월까지 TNA에서 활약했고 현재는 각종 인디단체 민 AAA의 미국 프로젝트 루차 언더그라운드에서 프로듀서 및 레슬러 활동을 병행 중이다. 피니쉬는 처음에는 화이트 아웃(롤링 싱글 레그 보스턴 크랩), 토네이도 DDT, 로꼬 락(크로스 레그드 STF), 오버헤드 것렌치 백브레이커 랙 드롭, 브레인버스터, 고리 밤 사용을 한다. 그리고 2005년 11월 13일 에디 게레로가 죽자 게레로 집안의 기술인 에디 게레로(Eddie Guerrero)가 따라한 프로그 스플래쉬가 피니쉬로 사용을 한다. 레슬매니아에서 케인에서 10초 여만에 초크슬램을 맞고 제압 당한 일화는 유명하다.

## 신체 사항
키 171cm
몸무게 83kg

## 수상
- WWE 태그팀 챔피언 (구 버전) 2회 - 에디 게레로 (2회)
- WWE 크루저웨이트 챔피언 (구 버전) 4회
- ECW 챔피언 1회
- WCW 크루저 웨이트 챔피언 2회
- WCW 월드 태그팀 챔피언 1회 - 코포랄 카전 (1회)
- RKK 태그팀 챔피언 1회 - 헤리 스미스 (1회)
- TNA 월드 태그팀 챔피언 - 헤르난데즈 (2회)